# 原子間距

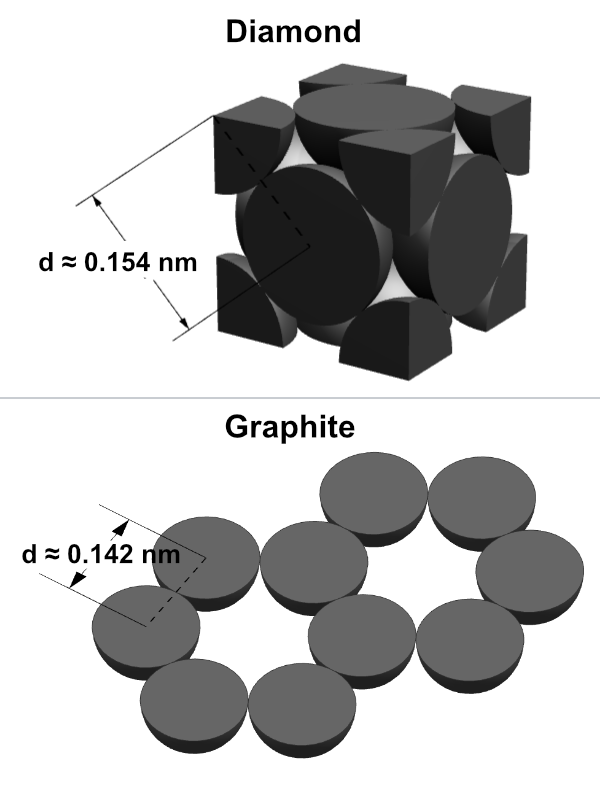
（上）金刚石晶体结构的原子間距為0.154 nm。（下）石墨晶体结构的原子間距為0.142 nm。

原子间距指的是材料中原子核之间的距离。这个空间与原子核的大小相比是非常大的，并且与将原子结合在一起的化学键有关。
在固体材料中，原子间距由其原子的键长来描述。在有序的固体中，两个成键原子之间的原子间距一般在几Å左右，約10-10m。然而，在密度很低的气体中（例如外太空），原子之间的平均距离可以大到一米。在这种情况下，原子间距并不是指键的长度。
晶体结构的原子间距通常是通过将已知频率的电磁波穿过材料，并利用衍射定律来确定其原子间距。无定形材料（如玻璃）的原子间距在不同的原子对之间变化很大，因此不能用衍射法来准确确定原子间距。在这种情况下，平均键长是表达其原子间距离的一种常见方式。

## 例子
通过使用原子的原子半径，可以确定分子中不同元素之间的键长。碳与自身结合，形成两个共价网络固体。钻石的C-C键与每个碳的距离为Sqrt[3]a/4≈0.154nm，因为adiamond≈0.357nm；而石墨的C-C键与每个碳的距离为a/Sqrt[3]≈0.142nm，因为agraphite≈0.246nm。虽然这两个键是在同一对元素之间，但它们可以有不同的键长。